# 銀魂 (実写)
『銀魂』（ぎんたま）、『銀魂2 掟は破るためにこそある』（ぎんたま2 おきてはやぶるためにこそある）は、2017年と2018年に公開された空知英秋の漫画『銀魂』を原作とした実写映画版。なお、本項では実写映画版公開に合わせて制作されたオリジナルドラマについても記載する。

## 第1弾『銀魂』
2017年7月14日に実写映画版『銀魂』が公開された。ストーリーはカブト狩り（第83訓・第84訓、第10巻）と紅桜篇（第89訓～第97訓、第11巻-第12巻）がベースとなる。

### キャスト
- 坂田銀時 - 小栗旬 / 田中悠太（少年時代）
- 志村新八 - 菅田将暉
- 神楽 - 橋本環奈
- 近藤勲 - 中村勘九郎
- 土方十四郎 - 柳楽優弥
- 沖田総悟 - 吉沢亮
- 原田右之助 - 一ノ瀬ワタル
- 志村妙 - 長澤まさみ
- 桂小太郎 - 岡田将生 / 萩原壮志（少年時代）
- 平賀源外 - ムロツヨシ
- 高杉晋助 - 堂本剛 / 大西統眞（少年時代）
- 武市変平太 - 佐藤二朗
- 来島また子 - 菜々緒
- 岡田似蔵 - 新井浩文
- 村田鉄子 - 早見あかり
- 村田鉄矢 - 安田顕
- 結野クリステル - 古畑星夏[4]
- エリザベス（声） - 山田孝之
- 定春（声） - 高橋美佳子
- 吉田松陽（声） - 山寺宏一
- 天人（声） - 丹沢晃之、山本格、藤吉浩二、岩澤俊樹
- 喫茶店店主 - やべきょうすけ
- 岡っ引き - 原金太郎
- シャア・アズナブル - 六角精児
- ナウシカ - 長田侑子
- その他 - 長谷川朝晴、志賀廣太郎、中村有志、酒井健太（アルコ&ピース）、今井隆文、清水くるみ、朝山知彦、赤阪尊子、廣瀬菜都美、石関友梨、もえのあずき、笠原竜司、中村浩二、草野速仁、小泉たいが、広沢信、斉藤枯介、佐藤正和、山本泰弘、太田恭輔、金子伸哉、鎌倉太郎、野村啓介、保坂聡 他

### スタッフ
- 原作 - 空知英秋「銀魂」（集英社『週刊少年ジャンプ』連載）
- 脚本・監督 - 福田雄一
- 音楽 - 瀬川英史
- 製作 - 高橋雅美、木下暢起、太田哲夫、宮河恭夫、吉崎圭一、岩上敦宏、垰義孝、青井浩、荒波修、渡辺万由美、本田晋一郎
- エグゼクティブプロデューサー - 小岩井宏悦
- プロデューサー - 松橋真三、稗田晋
- アソシエイトプロデューサー - 平野宏治、三條場一正
- 企画協力（週刊少年ジャンプ編集部） - 瓶子吉久、大西恒平、真鍋廉
- 撮影 - 工藤哲也、鈴木靖之
- 照明 - 藤田貴路
- 録音 - 芦原邦雄
- 美術監督 - 池谷仙克 ※遺作
- アクション監督 - チャン・ジェウク
- スケジューラー - 桜井智弘
- 助監督 - 井手上拓哉
- 衣装デザイン - 澤田石和寛
- ヘアメイク - 宮内宏明
- スクリプター - 山内薫
- VFXスーパーバイザー - 小林真吾
- ポスプロプロデューサー - 鈴木仁行
- 編集 - 栗谷川純
- カラリスト - 酒井伸太郎
- 整音 - スズキマサヒロ
- 選曲 - 小西善行
- 制作担当 - 加藤誠
- ラインプロデューサー - 鈴木大造
- 配給 - ワーナー・ブラザース映画
- 制作プロダクション - プラスディー
- 製作幹事 - ワーナー・ブラザース映画、集英社
- 製作 - 映画「銀魂」製作委員会（ワーナー・ブラザース映画、集英社、テレビ東京、トライストーン・エンタテイメント、バンダイナムコピクチャーズ、電通、アニプレックス、バンダイ、丸井グループ、GYAO、トップコート、プラスディー）

### 音楽
主題歌「DECIDED」（Sony Music Records）
作詞・作曲：TAKUYA∞ / 編曲：UVERworld、平出悟 / 歌：UVERworld
挿入歌
「颯爽たるシャア」
作曲：松山祐士
「パッション」
作詞：福田雄一 / 作曲・編曲：瀬川英史 / 歌：小栗旬

### テレビ放送
| テレビ局   | 放送日        | 放送時間      | 放送分数 | 視聴率 | 備考                                                     |
| ---------- | ------------- | ------------- | -------- | ------ | -------------------------------------------------------- |
| テレビ東京 | 2018年8月16日 | 19:58 - 22:18 | 140分    | 5.2%   | 「銀魂2 掟は破るためにこそある」公開前夜に地上波初放送。 |

## 第2弾『銀魂2 掟は破るためにこそある』
2018年8月17日に『銀魂2 掟は破るためにこそある』のタイトルで、第2弾が公開された。ストーリーは将軍接待編（第127訓・第128訓、第15巻）、将軍散髪編（第231訓・第232訓、第27巻）、真選組動乱篇（第158訓～第168訓、第20巻）をベースとしている。

### キャスト（2）
- 坂田銀時 - 小栗旬 / 田中悠太（少年時代）
- 志村新八 - 菅田将暉
- 神楽 - 橋本環奈
- 土方十四郎 - 柳楽優弥
- 伊東鴨太郎 - 三浦春馬[12] /  中川望（少年時代）
- 河上万斉 - 窪田正孝[12]
- 沖田総悟 - 吉沢亮
- 徳川茂茂 - 勝地涼[13]
- 猿飛あやめ - 夏菜[13]
- 山崎退 - 戸塚純貴[14]
- 志村妙 - 長澤まさみ
- 桂小太郎 - 岡田将生 / 萩原壮志（少年時代）
- 平賀源外 - ムロツヨシ
- お登勢 - キムラ緑子
- キャバクラ店長 - 佐藤二朗
- 近藤勲 - 中村勘九郎
- 高杉晋助 - 堂本剛 / 大西統眞（少年時代）
- 松平片栗虎 - 堤真一[13]
- 原田右之助 - 一ノ瀬ワタル
- 篠原進之進 - 柾木玲弥
- ブラック・ジャック - 六角精児
- 「オタクサミット」の司会 - 今拓哉
- 鴨太郎の母 - 森田亜紀
- その他 - 宮下柚百、ラバーガール、長原成樹、ティアラ、米澤良晃、狩野和馬、荒木秀行、白鳥玉季、猪山善大、山本泰弘、太田恭輔、金子伸哉、鎌倉太郎、野村啓介、保坂聡 他

### スタッフ（2）
- 原作 - 空知英秋「銀魂」（集英社「週刊少年ジャンプ」連載）
- 脚本・監督 - 福田雄一
- 音楽 - 瀬川英史
- 製作 - 高橋雅美、木下暢起、川崎由紀夫、山本将綱、宮河恭夫、吉崎圭一、岩上敦宏、垰義孝、青井浩、田中祐介、渡辺万由美、本田晋一郎
- エグゼクティブプロデューサー - 小岩井宏悦
- プロデューサー - 松橋真三、稗田晋
- アソシエイトプロデューサー - 平野宏治、三條場一正
- 企画協力（週刊少年ジャンプ編集部） - 中野博之、大西恒平、井坂尊、真鍋廉
- 撮影監督 - 工藤哲也
- 撮影 - 鈴木靖之
- 照明 - 藤田貴路
- 録音 - 柿澤潔
- アクション監督 - 田渕景也、チャン・ジェウク
- 美術 - 高橋努
- 装飾 - 谷田祥紀
- 衣装デザイン - 澤田石和寛
- ヘアメイクデザイン - 宮内宏明
- 特殊メイク・造形進行 - 飯田文江
- スクリプター - 山内薫
- VFXスーパーバイザー - 小坂一順
- ポスプロプロデューサー - 鈴木仁行
- 編集監修 - 栗谷川純
- 編集 - 臼杵恵理
- カラリスト - 酒井伸太郎
- 整音 - スズキマサヒロ
- 選曲 - 小西善行
- 助監督 - 井手上拓哉
- スケジューラー - 桜井智弘
- 制作担当 - 桜井恵夢
- ラインプロデューサー - 鈴木大造
- 特別協力 - アニメ銀魂製作委員会
- 配給 - ワーナー・ブラザース映画
- 制作プロダクション - プラスディー
- 製作幹事 - ワーナー・ブラザース映画、集英社
- 製作 - 映画「銀魂2」製作委員会（ワーナー・ブラザース映画、集英社、テレビ東京、トライストーン・エンタテイメント、バンダイナムコピクチャーズ、電通、アニプレックス、バンダイ、丸井グループ、GYAO、トップコート、プラスディー）

### 音楽（2）
主題歌「大不正解」（ユニバーサルシグマ）
作詞・作曲 : 清水依与吏 / 編曲・歌 : back number
挿入歌
「I Love Slow Life」
作詞：福田雄一 / 作曲・編曲：瀬川英史 / 歌：小栗旬
「高い下駄を置いてゆけ」
作詞：福田雄一 / 作曲：瀬川英史 / 編曲：伊藤翼 / 歌：ラブパンク（桑原苑美、KOCHO、maimie）

### テレビ放送（2）
CS放送 映画・チャンネルNECOで2019年12月7日20:50～23:10にテレビ初放送された。また、アニメ劇場映画版『銀魂 THE FINAL』の公開を記念して2021年1月16日の11時55分～14時25分にテレビ東京で地上波初放送され、実写映画版の最後には2020年に亡くなった伊東鴨太郎役の三浦春馬への追悼テロップが流された。

## dTVオリジナルドラマ

### 第1弾『銀魂 -ミツバ篇-』
実写映画版第1弾公開にあわせ、原作の「ミツバ篇」をもとにしたオリジナルドラマ『銀魂 -ミツバ篇-』が、「dTV」で2017年7月15日から配信された。なお、オリジナルドラマ版といってもオリジナルの話を書くのではなく、原作のエピソードを実写映画版とは別にドラマ版にしたものである。「銀魂2 掟は破るためにこそある」公開記念として、テレビ東京で2018年8月26日午前3時15分から4時15分に地上波初放送された。

#### あらすじ（ミツバ）
ミツバ篇（原作：第百二十九訓 - 百三十二訓／アニメ版：第85話ラスト - 第87話）
真選組の近藤、土方、沖田の三人と田舎の道場にいたころからの馴染みだった、沖田の姉・ミツバが貿易商の蔵場当馬との結婚を報告するために真選組屯所を訪れる。
休暇を与えられた沖田は姉と2人きりの時間を過ごす。いつもはドSなキャラの沖田だが姉の前では無邪気な少年のようだった。弟に友人がいないことを心配する姉を安心させるため、咄嗟にその場を通りかかった銀時を、あろうことか大親友だと紹介する。
一方、ミツバが昔想いを寄せていた男・土方は山崎と一緒に武器の闇取引にかかわる男を調査していた。その事件とミツバには意外な繋がりがあることが判明する。

#### キャスト（ミツバ）
- 坂田銀時 - 小栗旬
- 近藤勲 - 中村勘九郎
- 土方十四郎 - 柳楽優弥
- 沖田総悟 - 吉沢亮、田口翔大（少年時代）[22]、篠原湊大（幼少期）[23]
- 山崎退 - 戸塚純貴[24]
- 原田右之助 - 一ノ瀬ワタル
- 真撰組隊員 - 滝口幸広[25]
- 蔵場当馬 - 津田英佑
- 密輸商 - 金すんら
- 沖田ミツバ - 北乃きい[26]
- 武市変平太（声） - 佐藤二朗
- 平賀源外（声） - ムロツヨシ
- エリザベス（声） - 福田雄一

#### スタッフ（ミツバ）
- 原作 - 空知英秋「銀魂」（集英社「週刊少年ジャンプ」連載）
- 脚本・監督 - 福田雄一
- 音楽 - 瀬川英史
- 主題歌 - UVERWorld「DECIDED」（Sony Music Records）
- 製作総指揮 - 笹岡敦
- エグゼクティブ・プロデューサー - 上田徳浩、小岩井宏悦
- プロデューサー - 龍貴大、内部健太郎、清水永順、松橋真三、稗田晋
- アソシエイトプロデューサー - 平野宏治、三條場一正
- 宣伝 - 米澤孝浩、龍貴大、林亜紀、野澤裕太
- サイト編集 - 雨宮美幸、中島聖乃、追出町蘭
- 企画協力 - 週刊少年ジャンプ編集部、瓶子吉久、大西恒平、真鍋廉
- 協力 - 村本理恵子、三宅裕士、森下正樹
- 制作プロダクション - ワーナー・ブラザース映画、プラスディー
- 制作協力 - 映画「銀魂」製作委員会

#### 配信リスト（ミツバ）
| 話数          | 配信開始日    | サブタイトル                 |
| ------------- | ------------- | ---------------------------- |
| 第1話 - 第3話 | 2017年7月15日 | ミツバ篇                     |
| メイキング    |               | 記念特番 夏だ!祭りだ!銀魂だ! |

### 第2弾『銀魂2 -世にも奇妙な銀魂ちゃん-』
2018年8月18日から実写映画版第2弾公開にあわせ、『銀魂2 -世にも奇妙な銀魂ちゃん-』のタイトルでオリジナルドラマ版第2弾が配信された。全3話で、「眠れないアル篇」、「土方禁煙篇」、「幾つになっても歯医者は嫌篇」の3つのエピソードが描かれる。CS放送 映画・チャンネルNECOで2019年12月7日23:10～0:25にテレビ初放送された。

#### あらすじ（銀魂ちゃん）
眠れないアル篇（原作：第二百三十七訓／アニメ版：第153話）
神楽は昼間にダラダラしていたためかどうにも眠れず困り果てる。銀時と布団を交換してみたり、眠る時の眼球の置き所や呼吸の仕方などを考察してみたりするが、本人はおろか、彼女に付き合わされる銀時までも目がバッチリ冴えてきてしまう。神楽は運動&満腹が安眠を導くという銀時にアドバイスに従って、夜中のジョギング町内50周、そして一升飯とトライする。しかしいずれも、余計に目がさえるだけで全然眠れない。果たして神楽に安眠は訪れるのか、神楽と銀時の一夜の攻防戦が繰り広げられる。
土方禁煙篇（原作：第二百二訓／アニメ版：第119話）
沖田の提案で、真選組屯所が全面禁煙化することが決定する。ヘビースモーカーの土方は必死に抵抗するが、隊士たちの意見に押されてしぶしぶ了解することになる。せめて街中で一服しようと外回りの最中にタバコに火をつけるが、近ごろはどこもかしこも禁煙、禁煙、禁煙。世の中の風潮か、喫煙者への風当たりは強くなる一方だった。そして、江戸全域で「禁煙令」が発令する。そんな土方はタバコ吸いたさに宇宙に向かう。
幾つになっても歯医者はイヤ篇（原作：第二百六十三訓・第二百六十四訓／アニメ版：第175話）
歯医者で阿鼻叫喚!!虫歯になった銀時と土方。大嫌いな歯医者に駆け込んだがそこでは「とんでもない治療」が待ち受けていた!!!

#### キャスト（銀魂ちゃん）
〈眠れないアル篇〉
- 坂田銀時 - 小栗旬
- 神楽 - 橋本環奈
- 松平片栗虎 - 堤真一
- トム - 若月佑美（幼少期：鴫原凛）
- トムの父 - 中野剛
- トムの母 - 藤倉みのり
- おじいさん（お前の後ろにだァァ‼） - 志賀廣太郎
- ラジオDJ（声） - 釘宮理恵
- その他 - 田口湖桃

〈土方禁煙篇〉
- 土方十四郎 - 柳楽優弥
- 沖田総悟 - 吉沢亮
- 近藤勲 - 中村勘九郎
- 山崎退 - 戸塚純貴
- 原田右之助 - 一ノ瀬ワタル
- メーテル - 山本美月
- 星野鉄郎 - 矢本悠馬
- 小林 - 笠原秀幸
- ブリーザ - 今井隆文
- グリリン - 山本泰弘
- 長老 - 太田恭輔
- デルデ - 細井鼓太
- スーパー地球人 - 橋沢進一
- ズルズ龍（声） - 山根雅史
- その他 - 佐藤正和、金子伸哉、成田沙織、川崎あや

〈幾つになっても歯医者はイヤ篇〉
- 坂田銀時 - 小栗旬
- 土方十四郎 - 柳楽優弥
- 長谷川泰三（マダオ） - 立木文彦
- 薮田（南無歯科病院） - マギー
- 歯科受付 - 山野海
- 歯科助手 - 小倉優香
- サラダ婆 - 岩井志麻子
- その他 - 上地春奈、可知寬子、福田えり

#### スタッフ（銀魂ちゃん）
- 原作 - 空知英秋「銀魂」（集英社「週刊少年ジャンプ」連載）
- 脚本・監督 - 福田雄一
- 音楽 - 瀬川英史
- 主題歌 - ENDRECHERI「one more purple funk… -硬命 katana-」（RAINBOW☆ENDLI9）[38]
- エグゼクティブ・プロデューサー - 上田徳浩、小岩井宏悦
- プロデューサー - 内部健太郎、龍貴大、松橋真三、稗田晋
- アソシエイトプロデューサー - 平野宏治、三條場一正
- 制作プロダクション - ワーナー・ブラザース映画、プラスディー

#### 配信リスト（銀魂ちゃん）
| 話数       | 配信開始日    | サブタイトル                     |
| ---------- | ------------- | -------------------------------- |
| メイキング | 2018年8月17日 | 監督インタビュー＆メイキング映像 |
| 第1話      | 2018年8月18日 | 眠れないアル篇                   |
| 第2話      | 2018年8月25日 | 土方禁煙篇                       |
| 第3話      | 2018年9月01日 | いくつになっても歯医者はイヤ篇   |